# Salada de frutas

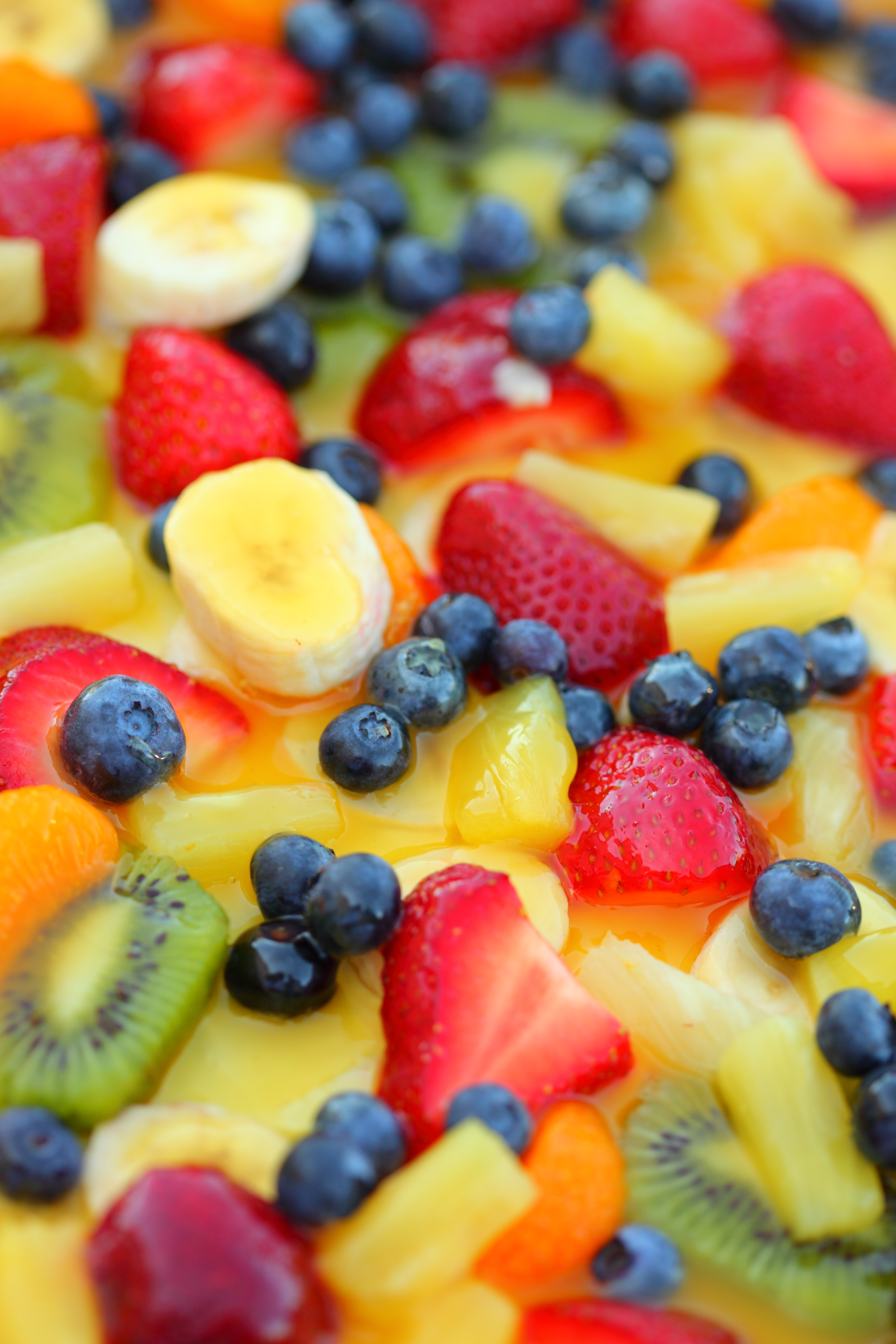
Salada de frutas com kiwi, morangos, mirtilos, abacaxis, bananas e laranjas.

Salada de frutas é um prato que consiste de uma combinação de várias frutas picadas, temperado com açúcar, às vezes servidos em um líquido, seja em seus próprios sucos ou um licor. Quando servido como aperitivo ou como uma sobremesa, uma salada de frutas é conhecida como um coquetel de frutas.Estudos indicam que o consumo de salada de frutas no café do manhã ajuda no consumo de fibras diárias necessárias além de melhorar o sistema imune e aumento da disposição para o resto do dia.
Uma salada de frutas é geralmente temperada com suco de laranja, iogurte, creme de leite, sorvete, açúcar (ou adoçante), leite condensado ou um licor (Cointreau principalmente).